# Czesław Petelski

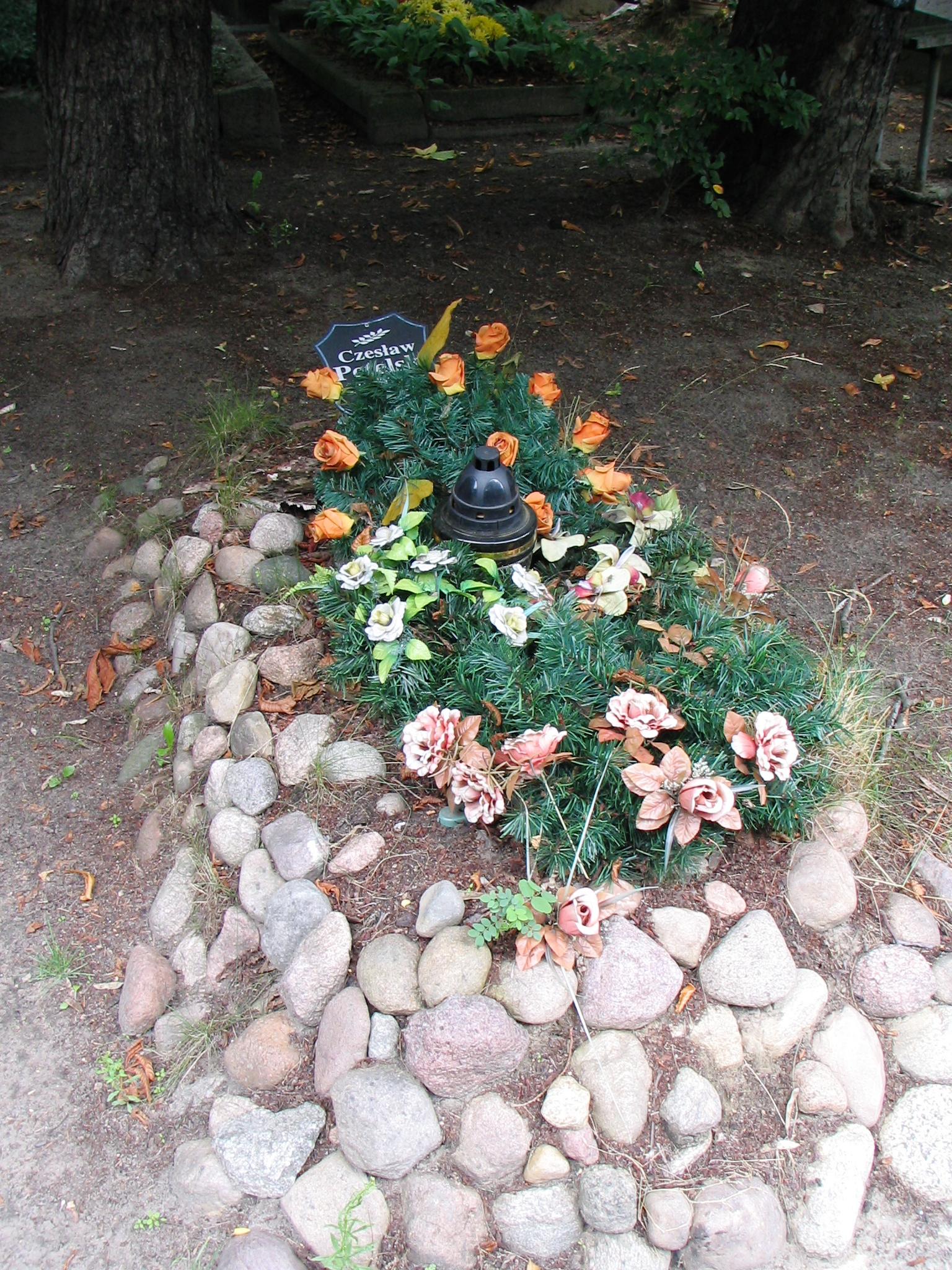
Grób Czesława Petelskiego na Powązkach; (Warszawa 2008)

Czesław Petelski (ur. 5 listopada 1922 w Białymstoku, zm. 19 września 1996 w Warszawie) – polski reżyser i scenarzysta filmowy.

## Życiorys

### Wykształcenie i kariera filmowa
Początkowo był studentem wydziału aktorskiego Państwowego Instytutu Sztuki Teatralnej, prowadził teatr amatorski i pracował jako krytyk. W 1955 roku ukończył Państwową Wyższą Szkołę Teatralną i Filmową w Łodzi. W latach 1963–1980 i 1982–1987 był kierownikiem artystycznym Zespołu Filmowego „Iluzjon”. 
Petelski wyreżyserował między 1953 a 1990 rokiem ponad 20 filmów, często współpracując ze swoją żoną Ewą Petelską. Ich małżeństwo pracowało tworzyło między innymi takie filmy jak Ogniomistrz Kaleń (1961), Naganiacz (1963), Drewniany różaniec (1964), Jarzębina czerwona (1969), Bilet powrotny (1978). Wśród samodzielnych realizacji Petelskiego figuruje Baza ludzi umarłych (1958).

### Działalność polityczna
W latach 1945–1948 był członkiem PPR, od 1948 roku należał do PZPR. Od 1983 roku był członkiem Narodowej Rady Kultury. W latach 1971–1979 był zastępcą członka Komitetu Wojewódzkiego PZPR w Warszawie. Od 1974 był członkiem Prezydium Zarządu Głównego Towarzystwa Przyjaźni Polsko-Radzieckiej. W 1983 wybrany w skład Krajowej Rady Towarzystwa Przyjaźni Polsko-Radzieckiej.
Został pochowany w Alei Zasłużonych na cmentarzu Powązki Wojskowe w Warszawie (kwatera A30-tuje-13). Jego synem jest Janusz Petelski, również reżyser. 

## Odznaczenia
W czasach PRL był odznaczony m.in.:
- Krzyżem Komandorskim i Oficerskim Orderu Odrodzenia Polski[2]
- Orderem Sztandaru Pracy I klasy (1982) za wybitne osiągnięcia w pracy artystycznej oraz zasługi w działalności społecznej
- Złotym Krzyżem Zasługi (1959)
- Złotym Medalem „Za zasługi dla obronności kraju”
- Brązowym Medalem „Za zasługi dla obronności kraju” (1967)[4]
- Odznaczenie im. Janka Krasickiego[2]
- Złota Odznaka Honorowa Towarzystwa Przyjaźni Polsko-Radzieckiej (1967)[5]
- Medalem "Za zasługi w rozwoju współpracy kulturalnej między Polską a Związkiem Radzieckim" (przyznany przez ZG TPPR, 1974)[6]
- Dyplomem Państwowego Komitetu ds. Kinematografii  ZSRR (1979)[7]

W 1979 roku, wspólnie z żoną Ewą Petelską uhonorowany nagrodą Prezesa Rady Ministrów I stopnia za całokształt twórczości filmowej.